# بخش بهنمیر
بخش بهنمیر یکی از بخش‌های شهرستان بابلسر در استان مازندران در شمال ایران است.

## تقسیمات کشوری
- بخش بهنمیر
  - دهستان بهنمیر
  - دهستان عزیزک

شهر: بهنمیر

## جمعیت
بنابر سرشماری مرکز آمار ایران، جمعیت بخش بهنمیر شهرستان بابلسر در سال ۱۳۹۵ برابر با ۲۴،۰۱۱ نفر بوده است.